# Moerasoeverloopkever
De moerasoeverloopkever of koperkleurige oeverloopkever (Elaphrus cupreus) is een kever uit de familie loopkevers (Carabidae). De wetenschappelijke naam van de soort werd in 1812 door Caspar Erasmus Duftschmid gepubliceerd.

## Verspreiding
De soort komt voor in het Palearctisch gebied. In Europa, komt hij voor in België, Bosnië en Herzegovina, de Britse Eilanden, Denemarken, Duitsland, Estland, Finland, Frankrijk, Hongarije, Ierland, Italië, Kaliningrad, Letland, Liechtenstein, Litouwen, Luxemburg, Nederland, Noord-Ierland, Noorwegen, Oostenrijk, Oekraïne, Polen, Rusland, Slowakije, Slovenië, Wit-Rusland, Tsjechië, Zweden en Zwitserland. De habitat bestaat uit vooral kale oevers, maar ook duinen en begroeide oevers.
De soort kan een lengte bereiken van 7–9 mm en is gedurende het gehele jaar te vinden.